# Agrostroj Pelhřimov
Koordinaten: 49° 25′ 11,1″ N, 15° 13′ 5,1″ O
Agrostroj Pelhřimov ist der größte tschechische Landmaschinenhersteller. Das Unternehmen ist jedoch vor allem als Zulieferer für andere Nutzfahrzeug- und Landmaschinenhersteller tätig.

## Geschichte
Das heutige Unternehmen geht auf eine 1896 gegründete Werkstatt zurück, die später mit der Produktion von einfachen landwirtschaftlichen Maschinen begann. 1948 wurde das Unternehmen verstaatlicht und in „Agrostroj“ umbenannt. In den 1980er Jahren wurde Agrostroij Teil des Kombinats Agrozet und hatte 3.000 Mitarbeiter. 1997 wurde das Unternehmen von Lubomír Stoklásek übernommen, der 90 % der Angestellten entließ und »„deutsche“ Ordnung & Sauberkeit« (tschechisch „německý“ pořádek a čistotu) einführte.
2005 wurde die neue Montagehalle errichtet und 2006 eine KTL- und Pulverbeschichtungsanlage von der Firma Eisenmann in Betrieb genommen, die damals als größte in Europa galt.
Im Juli 2021 übernahm Agrostroj den deutschen Landmaschinenhersteller Wilhelm Stoll Maschinenfabrik.